# Mont Yaoromappu
Le mont Yaoromappu (ヤオロマップ岳, Yaoromappu-dake) est une montagne culminant à 1 894 m d'altitude dans les monts Hidaka de l'île de Hokkaidō au Japon.